# Diecezja Anápolis
Diecezja Anápolis (łac. Diœcesis Anapolitana) – diecezja rzymskokatolicka w Brazylii, z siedzibą w Anápolis. Sufragania metropolii Goiânia. Powstała w 1966, obecny kształt terytorialny przybrała w 1989. Obecnym ordynariuszem jest polski misjonarz Jan Kazimierz Wilk.

## Główne świątynie
- Katedra: Katedra Dobrego Pana Jezusa w Anápolis

## Biskupi diecezjalni
- Epaminondas José de Araújo (1966 – 1978)
- Manuel Pestana Filho (1978 – 2004)
- Jan Kazimierz Wilk OFMConv (od 2004)